# Врятувати невдаху
«Врятувати невдаху» (англ. Saving Silverman) — американська комедія з елементами чорного гумору режисера Денніса Дугана, що вийшла 2001 року. У головних ролях Джейсон Біггс, Стів Зан, Джек Блек та Аманда Піт.

## Сюжет
Троє друзів дитинства і ставши дорослими завжди готові допомогти один одному, особливо коли на одного з них поклала своє око стерво. Справа йде до одруження — треба діяти…

## У ролях
| Актор           | Роль               |
| --------------- | ------------------ |
| Джейсон Біггс   | Даррен Сільверман  |
| Стів Зан        | Вейн Леферсьє      |
| Джек Блек       | Дж. Д. Макнаджент  |
| Аманда Піт      | Джудіт Фесбеглер   |
| Аманда Детмер   | Сенді Перкус       |
| Рональд Лі Ермі | тренер Нортон      |
| Ніл Даймонд     | в ролі самого себе |
| Кайл Гасс       | барний хлопець     |

## Критика
На Rotten Tomatoes оцінки фільму 18% на основі 103 відгуків від критиків і 51% від більш ніж 50 000 глядачів.